# Ravenswood
Ravenswood és una sèrie de televisió dels Estats Units de drama i misteri per a adolescents, és un spin-off de Pretty Little Liars d'ABC Family. Es va estrenar el 22 d'octubre del 2013.
El 14 de febrer del 2014 ABC Family va cancel·lar la sèrie, a causa dels baixos indicadors d'audiència.

## Argument
Ubicada a la ciutat fictícia de Ravenswood, Pennsylvània, la sèrie segueix la vida de cinc estranys, Caleb Rivers (Tyler Blackburn), Miranda Collins (Nicole Anderson), Luke Matheson (Brett Dier), Olivia Matheson (Merritt Patterson) i Remy Beaumont (Britne Oldford), qui de sobte es troben connectats per una maledicció fatal. Després de morir Miranda, el grup ha de treballar junt per aprofundir en la misteriosa i terrible història de la ciutat abans que cadascun d'ells sigui víctima de la maledicció.

## Repartiment

### Principals
- Tyler Blackburn com Caleb rivers. És un estudiant trapella de l'institut Rosewood i el xicot lleial de la Hanna Marin. Es trasllada a Ravenswood des de Rosewood al primer episodi. En Caleb havia passat per molts maldecaps i haquejava ordinadors il·legalment a canvi de diners quan va arribar per primer cop a Rosewood.
- Nicole Anderson com Miranda Collins. És una lluitadora, encantadora i gens convencional noia de 17 anys. Com una nena adoptiva fortament independent, té molta confiança en si mateixa. Fa servir el seu enginy per cobrir les cicatrius emocionals.
- Britne Oldford com Remy Beaumont. Una noia que encaixa a qualsevol lloc però que no pertany a cap grup. Inquisitiva i decidida, no deixa de buscar la veritat fins a trobar-la.
- Brett Dier com Luke. Aquest noi de 17 anys és un llop solitari amb una ànima vella plena d'intensitat. Al principi és el xicot de la Remy. El personatge fou inicialment anomenat Abel, però es va canviar per Luke durant la pre-producció.
- Merritt Patterson com Olivia. És la germana bessona d'en Luke. És una ex-reina del ball que lluita contra una recent depressió després de l'assassinat del seu pare.
- Steven Cabral com Raymond Collins. L'oncle perdut de la Miranda, s'encarrega dels serveis funeraris de Ravenswood i administra el cementiri del poble.

### Recurrents
- Meg Foster com Carla Grunwald. És una habitant de Ravenswood, solia ser la supervisora d'una casa a la universitat. Es descriu com una dona de 60 anys, amb seny i obstinada.
- Luke Benward com Dillon. És el xicot de l'Olivia. Mor a l'últim episodi de la primera temporada. A l'últim episodi es revela que va ser ell qui va assassinar el pare d'en Luke i l'Olivia.
- Henry Simmons com Simon Beaumont. És el pare de la Remy i desconfia dels forasters.
- Sophina Brown com Terry Beaumont. És la mare de la Remy. Està a l'exèrcit i acaba d'arribar a casa.
- Elizabeth Whitson com Tess. És la millor amiga de l'Olivia, no està connectada amb la maledicció del poble.
- Justin Bruening com el professor Benjamin Price.
- Laura Allen com Rochelle Matheson. És la mare d'en Luke i l'Olivia. És descrita com una dona segura i ara és la principal sospitosa de l'assassinat del seu marit.